# Dianthus cibrarius
Dianthus cibrarius là loài thực vật có hoa thuộc họ Cẩm chướng. Loài này được Clem. mô tả khoa học đầu tiên năm 1857.